# Ice Cream Spiritual
Ice Cream Spiritual è il secondo album in studio di Ponytail. L'album, che è stato rilasciato il 17 giugno 2008, è stato elogiato e criticato per lo stile vocale del cantante leader Willy Siegel, poiché non usa testi convenzionali. Il lavoro di chitarra ha fatto paragoni con i gruppi rock math, mentre la voce ha fatto paragoni con Yoko Ono, per il loro suono sperimentale. Il primo singolo estratto dall'album è stato Celebrate the Body Electric, pubblicato il 29 aprile 2008.

## Tracce
1. Beg Waves – 4:07
2. G Shock – 3:02
3. 7 Souls – 3:46
4. Celebrate the Body Electric (It Came from an Angel) – 4:16
5. Late for School – 4:16
6. Sky Drool – 3:28
7. Small Wevs – 3:30
8. Die Allman Bruder – 4:49